# Bukaišu pagasts
Bukaišu pagasts er en territorial enhed i Tērvetes novads i Letland. Pagasten havde 814 indbyggere i 2010 og omfatter et areal på 66,70 kvadratkilometer. Hovedbyen i pagasten er Bukaiši.